# Günther Brassel (Seeoffizier)
Günther Brassel (* 20. Januar 1915 in Sensburg, Ostpreußen; † keine weiteren Angaben) war ein deutscher Seeoffizier, der unter anderem Kapitänleutnant der Kriegsmarine und zuletzt Kapitän zur See der Bundesmarine war. Er war zudem Mineraloge, Paläontologe und Präparator, der zahlreiche Fachartikel und Bücher insbesondere über seine Forschungen zum Hunsrückschiefer veröffentlichte.

## Leben

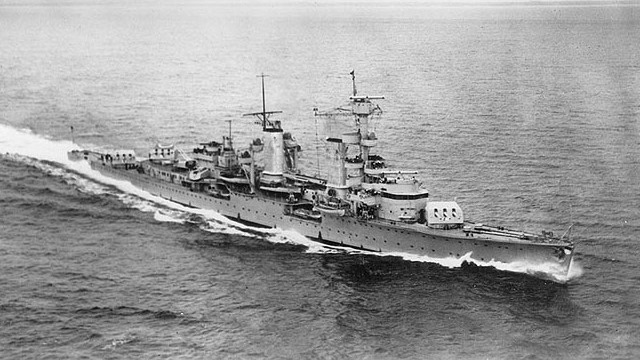
Brassel war zwischen 1940 und 1941 Wachoffizier auf dem Leichten Kreuzer Köln.

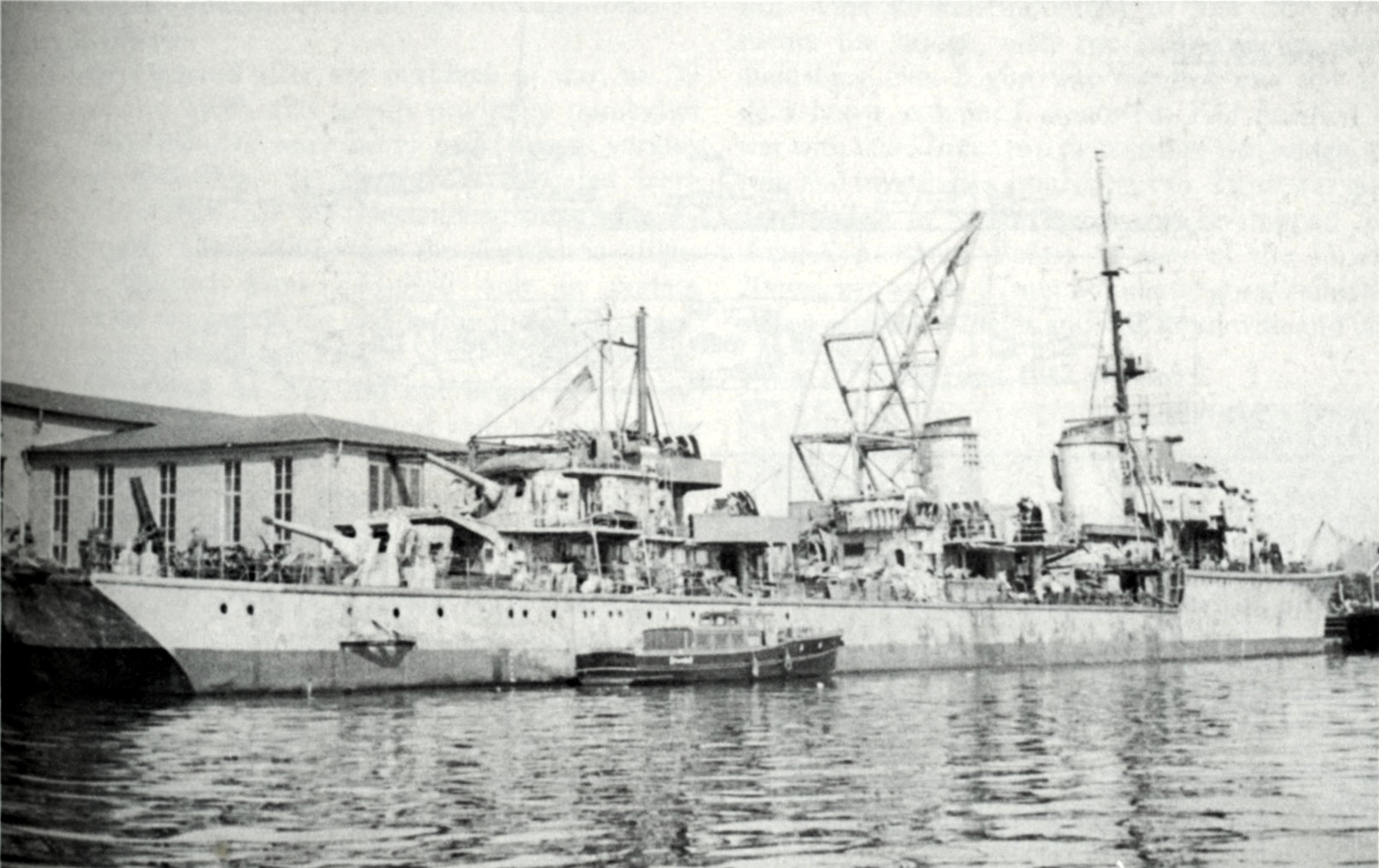
Kapitänleutnant Brassel war zudem von 1943 bis 1944 Erster Offizier zum Zerstörer Z 29.

Günther Brassel trat als Seekadett in die Kriegsmarine ein und absolvierte als Angehöriger der Crew 1936 seine Ausbildung zum Seeoffizier an der Marineschule Mürwik. Nach deren Abschluss wurde er im August 1939 Kompaniechef der 7. Schiffsstammabteilung und übte diese Funktion auch nach Beginn des Zweiten Weltkrieges bis März 1940 aus. Nachdem er sich von April bis Juni 1940 zur besonderen Verfügung beim Befehlshaber der U-Boote (BdU), Konteradmiral Karl Dönitz, befand, war er zwischen Juni 1940 und Februar 1941 Wachoffizier auf dem zur Königsberg-Klasse gehörenden Leichten Kreuzer Köln sowie im Anschluss von Februar 1941 bis März 1943 Wachoffizier auf dem Leichten Kreuzer Emden. Im April 1943 wechselte er als Erster Offizier zur Z 29, einem Zerstörer der Zerstörer-Unterklasse 1936 A, und war dort bis Juli 1944 als Kapitänleutnant Stellvertreter des Kommandanten, Korvettenkapitän Theodor von Mutius. Im Anschluss folgte von Juli 1944 bis April 1945 eine Verwendung als Kompaniechef an der Marinekriegsschule Mürwik, ehe er in seiner letzten Verwendung zwischen April 1945 und Kriegsende im Mai 1945 Kompaniechef im Marine-Bataillon „Sohler“ war.
Im Mai 1956 wurde Brassel als Korvettenkapitän in die neu gegründete Bundesmarine übernommen und war zwischen Juli und seiner Ablösung durch Korvettenkapitän Adolf Oelrich im November 1956 mit der Wahrnehmung der Geschäfte als Kommandeur des Schulgeschwaders Ostsee beauftragt. Nach zahlreichen weiteren Verwendungen trat er 1975 als Kapitän zur See in den Ruhestand.
Günther Brassel war zudem als Mineraloge und Paläontologe tätig. 1968 veranlasste sein Artikel Wer kauft eine Schiefergrube?, der angesichts der Schließung aller fündigen Gruben zur Sicherung der einmaligen Fundstellen und Wiederbelebung der Forschungsaktivitäten aufrief, eine Befassung mit dieser Materie. Er verfasste über seine Forschungen wie beispielsweise über den Hunsrückschiefer mit Fritz Kutscher sowie als Präparator Artikel sowie Fachbücher und engagierte sich seit 1989 als Mitglied der Senckenberg Gesellschaft für Naturforschung (SNG) sowie die Vereinigung der Freunde der Mineralogie und Geologie (VFMG), 1972 verlieh ihm die Kosmos-Verlagsgesellschaft die aus Anlass des 150-jährigen Verlagsjubiläums erstmals vergebene Medaille „Forscher aus Leidenschaft“.
Sein Sohn Günther Brassel war als Zahnarzt in der Bundeswehr tätig und zuletzt als Admiralarzt von 2001 bis 2006 Inspizient Zahnmedizin der Bundeswehr.

## Veröffentlichungen
- Beiträge zur Sedimentation und Fossilführung des Hunsrückschiefers. Erste Funde von Weichteilen und Fangarmen bei Tentaculiten. In: Abhandlungen des Hessischen Landesamtes für Bodenforschung, Ausgaben 59–60, 1971, S. 44 ff.
- So präpariert man Fossilien in Schieferplatten. In: Kosmos, Heft 12/72, Stuttgart 1972, S. 501–507.
- Eine Berühmtheit aus dem Unterdevon: der Hunsrückschiefer. In: Mineralienmagazin, Heft 3/78, 1978, S. 171–176.
- Zwei gut geglückte Präparationen der Seelilie Pterocama Pennata aus dem Solnhofener Plattenkalk. In: Natur und Mensch, 1983, S. 43–46.[8]
- Fossilien im Hunsrückschiefer. Dokumente des Meereslebens im Devon. Mitautor Christoph Bartels. Idar-Oberstein 1990.

in englischer Sprache:
- The fossils of the Hunsrück Slater. Marine life in the Devonian. Mitautoren Christoph Bartels, Derek E. G. Briggs. Cambridge University Press, 1998, ISBN 0-521-44190-0.[9]